# Louis Rauwolf
Louis Rauwolf (* 7. April 1929 in Marienbad, Tschechoslowakei; † 12. September 2003 in Berlin) war ein deutscher Karikaturist.

## Leben

Das Grab von Rauwolf in Berlin

Mit den Eltern kam Rauwolf nach Berlin. Nach dem Krieg und dem Erwerb des Abiturs arbeitete er kurzzeitig als Helfer in der Chirurgischen Abteilung des Krankenhauses Sonneberg. Daraus resultierte dann der Wunsch, Medizin zu studieren mit der Spezialisierung Chirurg („Herren- und Damenschneider“).
Doch zunächst lernte Rauwolf in Berlin den Beruf eines Rundfunkmechanikers und arbeitete dann im Volkseigenen Betrieb RFT. Durch die grafisch gelungene Anfertigung eines Friedenstransparentes für seinen Betrieb, das an der Neuen Wache Unter den Linden angebracht wurde, entdeckte man sein Zeichentalent und delegierte ihn an die Hochschule für Angewandte Kunst in Berlin-Weißensee, wo er von 1949 bis 1952 Malerei studierte. Bereits Anfang 1952 veröffentlichte die Satirezeitschrift Frischer Wind, die später in Eulenspiegel umbenannt wurde, erste politische Karikaturen von Rauwolf. Bis 1994 blieb er dort ständiger Mitarbeiter und veröffentlichte allein in dieser Zeitschrift 7.975 Zeichnungen.
Seine Figuren mit großen Nasen und wenigen Strichen begleiteten alle großen und kleinen Ereignisse dieser Zeit; mit eigenen Ausstellungen u. a. in Berlin, Moskau, Prag, Bratislava, Ostrava, Kairo, Wien, Budapest sowie in Bulgarien, Niederlande, Kuba, Mexiko und Kanada wurde er weltweit bekannt und anerkannt.
Rauwolf begleitete mit dem frechen Zeichenstift auch sogenannte Freundschaftsbrigaden, die an der Errichtung der Druschba-Trasse, der Erdgaspipeline zwischen der Sowjetunion und der DDR, mitarbeiteten und veröffentlichte die Darstellungen.
Er gab eigene Bücher heraus, illustrierte fast 40 satirische und ernste Bücher anderer Schriftsteller, zeichnete Plakate und Bühnenbilder für Kabaretts. Insgesamt existieren um die 10.000 Karikaturenblätter von Rauwolf, deren Thematik Gabriele Stave wie folgt beschrieb: „Gurkennasige Stammtischler, bissige Trabantpiloten, coole Gören, tortenwütige Witwen – in Rauwolfs Zeichnungen spiegelte sich Otto Normalverbraucher-Ost.“
Rauwolf starb nach längerer Krankheit und wurde auf dem Zentralfriedhof Friedrichsfelde in der Reihe der Künstlergräber bestattet.
Der Nachlass befindet sich in den Sammlungen der Stiftung Haus der Geschichte der Bundesrepublik Deutschland.

## Auszeichnungen (unvollständig)
- 1969 Verdienstmedaille der DDR
- 1972 Kunstpreis der DDR[4]

## Werke (Auswahl)

### Politische Karikaturen
- Mitteleuropa und der Stier. Du wirst doch das Zeug nicht fressen, du bist doch kein Ochse (1958)[5]
- Ollenhauer: An Ihrer Seite, Herr Speidel, aber wohlgemerkt, an der linken! (1958)[6]
- Die Vertreibung aus dem Paradies (1958)[7]
- Die Henkersmahlzeit (1962)[8]
- Die da stören den Osterfrieden (1962)[9]
- Dissident (1977)[10]

### Buchpublikationen mit Karikaturen Rauwolfs
- Rudolf Bartsch: Tür zu – es zieht. Eulenspiegel-Verlag, Berlin, 1958
- Helmut Oehlandt (Zusammenstellung): Freitag, der 13. Ein Brevier für alle, die nicht denken, aber glauben. Eulenspiegel-Verlag, Berlin, 1960
- Elisabeth Richter: Der Puddingprinz zittert. Verlag Junge Welt, Berlin, 1972
- John Stave: Der Kellner im Nachthemd.  Eulenspiegel-Verlag, Berlin, 1972
- John Stave: Der barfüßige Steptänzer.  Eulenspiegel-Verlag, Berlin, 1975
- John Stave: Attentat auf Heilbutt. Geschichten ohne Vorbemerkungen. Eulenspiegel-Verlag, Berlin, 1977
- Sonja Schnitzler (Hrsg.): Heiter bis wolkig, strichweise Schauer. Karikaturen. Eulenspiegel Verlag, Berlin, 1981
- John Stave: König der Provinz. Liebenswürdige und unliebsame Geschichten.  Eulenspiegel-Verlag, Berlin, 1981
- John Stave: Buletten für Hektor.  Eulenspiegel-Verlag, Berlin, 1983
- John Stave: Jetzt kommt Onkel Ferdinand. 30 Geschichten.  Eulenspiegel-Verlag, Berlin, 1985
- John Stave: König der Provinz. Liebenswürdige und unliebenswürdige Geschichten. Eulenspiegel-Verlag, Berlin, 1985
- Klaus Lettke: Ein Stein, ein Kalk, ein Kran. Moralische Bilder und Verse. Verlag Tribüne, Berlin, 1987. ISBN 3-7303-0154-3, ISBN 978-3-7303-0154-8
- Hans-Joachim Riegenring: Kleines Präludium. Verlag Lied der Zeit, Berlin, 1988
- Manfred Strahl: Hiebe auf den ersten Blick. Aphorismen. Quintessenz, Berlin, 1992. ISBN 3-928024-77-9
- Witze mit und ohne Bart. Eulenspiegel-Verlag, Berlin, 1960
- Rudi Strahl: Ewig und 3 Tage. Gedichte. Eulenspiegel-Verlag, Berlin, 1970
- Heiter bis wolkig. Eulenspiegel-Verlag, Berlin, 1972
- Bei uns herrscht Ordnung. Eulenspiegel-Verlag, Berlin, 1989

## Ausstellungen (unvollständig)

### Postume Einzelausstellung
- 2011: Bad Homburg v. d. Höhe, Badisches Haus („Geboren in Marienbad – der Karikaturist Louis Rauwolf 1929–2003“)

### Ausstellungsbeteiligungen
- 1958 bis 1988: Dresden, Vierte Deutsche Kunstausstellung bis X. Kunstausstellung der DDR
- 1960: Berlin, Bezirkskunstausstellung
- 1981: Dresden, Ausstellungszentrum am Fučík-Platz („25 Jahre NVA“)
- 1985: Erfurt, Gelände der Internationalen Gartenbauausstellung („Künstler im Bündnis“)
- 1986: Greiz, Sommerpalais der Staatlichen Museen (4. Karikaturenbiennale der DDR mit „Satiricum“)
- ab 1998: Berlin, Berliner Haus der Geschichte, Dudenstraße 10 („Geteilt – Vereint“, 24 Karikaturisten zeigen ihre Werke zum Thema Deutschland)